# Jarkko Ala-Huikku
Tapani Jarkko Ala-Huikku (ur. 31 grudnia 1980 roku) – fiński zapaśnik walczący w stylu klasycznym. Dwukrotny olimpijczyk. Zajął szesnaste miejsce w Londynie 2012 w kategorii 60 kg i osiemnaste w Pekinie 2008 w tej samej wadze.
Piąty na mistrzostwach świata w 2007. Zdobył dwa medale na mistrzostwach Europy, w tym złoty w 2008. Trzeci na uniwersyteckich MŚ w 2002 i na MŚ juniorów w 2000. Zdobył cztery medale na mistrzostwach nordyckich w latach 2002 - 2011.